# Bora Sibinkić
Bora Sibinkić (en serbio: Бора Сибинкић) es un deportista serbio que compitió en piragüismo en la modalidad de aguas tranquilas.
Ganó dos medallas en el Campeonato Mundial de Piragüismo entre los años 2006 y 2007, y dos medallas en el Campeonato Europeo de Piragüismo entre los años 2007 y 2008.

## Palmarés internacional
| Campeonato Mundial | Campeonato Mundial   | Campeonato Mundial | Campeonato Mundial |
| Año                | Lugar                | Medalla            | Competición        |
| ------------------ | -------------------- | ------------------ | ------------------ |
| 2006               | Szeged (Hungría)     | Medalla de oro     | K4 200 m           |
| 2007               | Duisburgo (Alemania) | Medalla de plata   | K4 200 m           |
| Campeonato Europeo |                      |                    |                    |
| Año                | Lugar                | Medalla            | Competición        |
| 2007               | Pontevedra (España)  | Medalla de oro     | K4 200 m           |
| 2008               | Milán (Italia)       | Medalla de plata   | K4 200 m           |